# Protohermes sinensis
Protohermes sinensis är en insektsart som beskrevs av Ding Yang och C.-k. Yang 1992. Protohermes sinensis ingår i släktet Protohermes och familjen Corydalidae. Inga underarter finns listade i Catalogue of Life.